# 灌口街道
灌口街道，是中华人民共和国四川省成都市都江堰市下辖的一个乡镇级行政单位。

## 行政区划
灌口街道下辖以下地区：
蒲阳路社区、南桥社区、文庙社区、瑞莲社区、柳河社区、玉带桥社区、紫东社区、解放社区、建兴社区、平义社区、栏马桥社区和灵岩社区村。